# Walter Sawall
Walter Sawall (Morgenroth, Silèsia 18 de juliol de 1899 - Erkner, 4 de setembre de 1958) va ser un ciclista alemany que fou professional entre 1919 i 1932. Es va especialitzar en el ciclisme en pista, concretament en el mig fons, on va guanyar dos Campionats del món i tres campionats nacionals.

## Palmarès
- 1927
  -  Campió d'Alemanya en Mig Fons
- 1928
  -  Campió del món de Mig Fons
- 1929
  -  Campió d'Alemanya en Mig Fons
- 1931
  -  Campió del món de Mig Fons
  -  Campió d'Alemanya en Mig Fons